# Ludwig Augustinsson
Hans Carl Ludwig Augustinsson (* 21. dubna 1994 Stockholm) je švédský profesionální fotbalista, který hraje na pozici levého obránce za belgický klub RSC Anderlecht, kde je na hostování ze španělské Sevilly, a za švédský národní tým.

## Reprezentační kariéra
Ludwig Augustinsson nastupoval za švédské mládežnické reprezentace.
Trenér Håkan Ericson jej nominoval na Mistrovství Evropy hráčů do 21 let 2015 konané v Praze, Olomouci a Uherském Hradišti, kde získal se švédským týmem zlaté medaile.
V A-mužstvu Švédska debutoval 15. ledna 2015 v přátelském utkání v Abú Dhabí proti týmu Pobřeží slonoviny (výhra 2:0).